# Gargara escalerai
Gargara escalerai är en insektsart som beskrevs av Peláez 1935. Gargara escalerai ingår i släktet Gargara och familjen hornstritar. Inga underarter finns listade i Catalogue of Life.